# Svein Tuft
Svein Tuft (ur. 9 maja 1977 w Langley) – kanadyjski kolarz szosowy i torowy, zawodnik należącej do dywizji UCI WorldTeams drużyny Mitchelton-Scott, czterokrotny medalista szosowych mistrzostw świata.

## Kariera
Pierwszy sukces w karierze Svein Tuft osiągnął w 2001 roku, kiedy zdobył złoty medal w jeździe indywidualnej na czas na mistrzostwach panamerykańskich. Wynik ten powtórzył na kolejnej imprezie tego cyklu w 2008 roku, a na igrzyskach olimpijskich w Pekinie w tej samej konkurencji był siódmy. W stolicy Chin wystartował także w wyścigu ze startu wspólnego, który ukończył na 58. pozycji. Ponadto na rozgrywanych w tym samym roku mistrzostwach świata w Varese był drugi w swej koronnej konkurencji, przegrywając tylko z Niemcem Bertem Grabschem. Kolejny medal zdobył na mistrzostwach świata w Valkenburgu w 2012 roku, gdzie w barwach zespołu GreenEdge Cycling zajął trzecie miejsce w drużynowej jeździe na czas. W tej samej konkurencji GreenEdge Cycling Team z Tuftem w składzie zajął drugie miejsce podczas mistrzostw świata we Florencji w 2013 roku. Jest także wielokrotnym medalistą mistrzostw Kanady. Startował również na torze, zostając między innymi mistrzem kraju w indywidualnym wyścigu na dochodzenie i wyścigu punktowym.
Tuft ma norweskie korzenie, jego dziadek – Arne Tuft reprezentował Norwegię w biegach narciarskich na igrzyskach olimpijskich w Garmisch-Partenkirchen w 1936 roku.

## Najważniejsze osiągnięcia
2004
- 1. miejsce w mistrzostwach Kanady (jazda indywidualna na czas)

2005
- 1. miejsce w mistrzostwach Kanady (jazda indywidualna na czas)

2006
- 1. miejsce w mistrzostwach Kanady (jazda indywidualna na czas)

2007
- 1. miejsce w Vuelta a Cuba
- 1. miejsce w U.S. Open Cycling Championships

2008
- 1. miejsce w Tour de Beauce
- 1. miejsce w mistrzostwach Kanady (jazda indywidualna na czas)
- 7. miejsce w igrzyskach olimpijskich (jazda indywidualna na czas)
- 2. miejsce w mistrzostwach świata (wyścig indywidualny na czas)

2009
- 1. miejsce w mistrzostwach Kanady (jazda indywidualna na czas)

2010
- 1. miejsce w mistrzostwach Kanady (jazda indywidualna na czas)
- 1. miejsce w prologu Eneco Tour
- 2. miejsce w Post Danmark Rundt
  - 1. miejsce na 5. etapie

2011
- 1. miejsce w mistrzostwach Kanady (jazda indywidualna na czas)
- 1. miejsce w mistrzostwach Kanady (start wspólny)
- 3. miejsce w Tour de Beauce
  - 1. miejsce na 4. i 6. etapie

2012
- 1. miejsce w mistrzostwach Kanady (jazda indywidualna na czas)
- 1. miejsce w Duo Normand (razem z Luke Durbridge)
- 1. miejsce na 4. etapie Tour de Beauce
- 1. miejsce na 6. etapie Eneco Tour
- 3. miejsce w mistrzostwach świata (wyścig drużynowy na czas)

2013
- 1. miejsce na 4. etapie Tour de San Luis
- 1. miejsce na 1. etapie Tour de Slovénie
- 2. miejsce w mistrzostwach świata (wyścig drużynowy na czas)

2014
- 1. miejsce w mistrzostwach Kanady (jazda indywidualna na czas)
- 1. miejsce w mistrzostwach Kanady (start wspólny)
- 2. miejsce w mistrzostwach świata (jazda druż. na czas)

2016
- 3. miejsce w mistrzostwach świata (jazda druż. na czas)